# 阿赫馬杜·阿希喬體育場

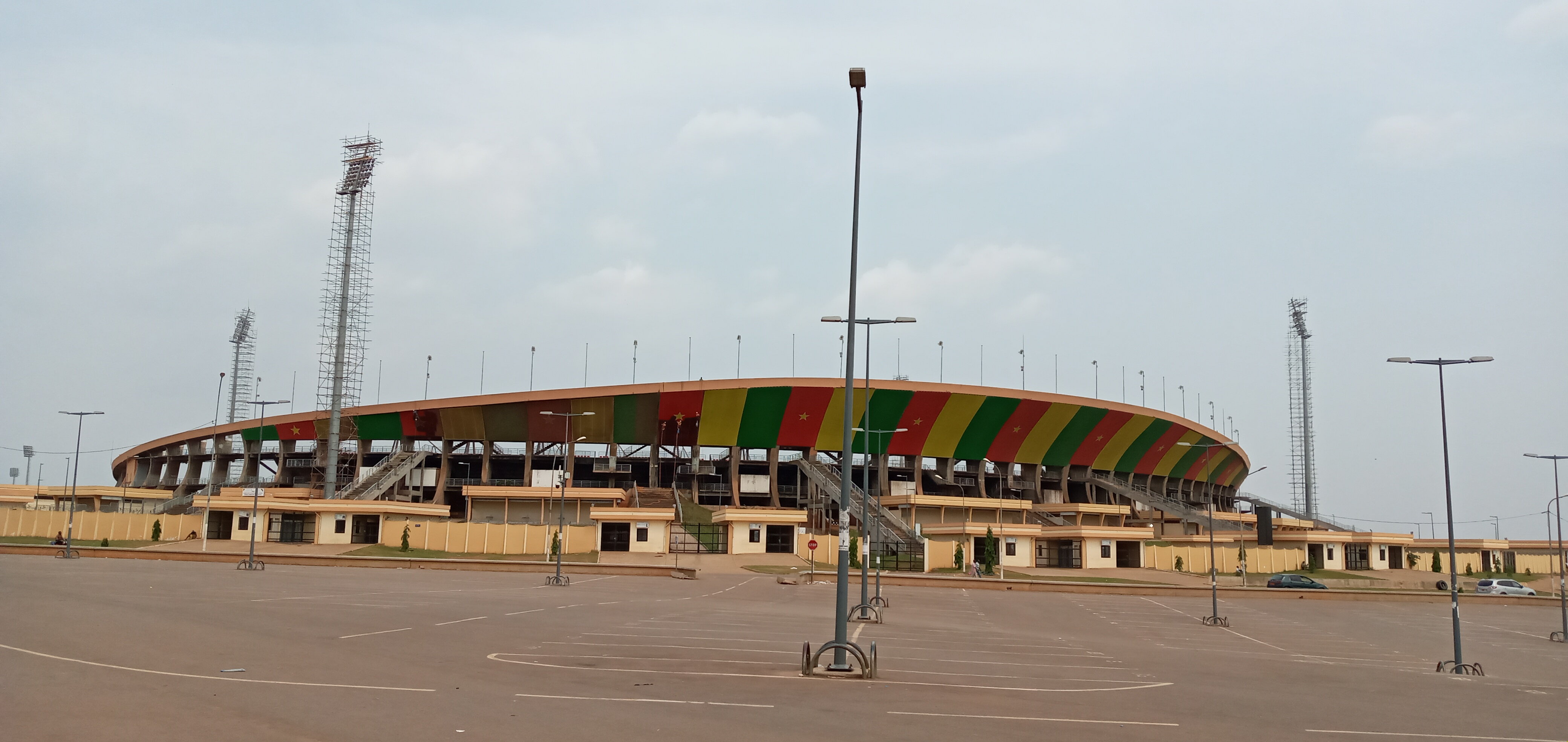
雅溫得阿赫馬杜·阿希喬體育場

阿赫馬杜·阿希喬體育場是一座位於喀麥隆雅溫德的綜合性體育場。它主要用於足球比賽，也有田徑設施。它興建於1972年。體育場於2016年非洲女子國家盃前進行翻新。可容納42,500人。

## 外部連結
- Photos （页面存档备份，存于） at cafe.daum.net/stade （页面存档备份，存于）
- Photo （页面存档备份，存于） at worldstadiums.com
- Photos （页面存档备份，存于） at fussballtempel.net